# Persa-judeu
O termo Persa-Judeu refere-se tanto a um grupo de dialetos hebraicos falados pelos judeus  que vivem no Irã como a textos perso-judaicos (escritos em alfabeto hebraico). Como um termo coletivo, o persa- judaico-persa se refere a uma série de línguas judaico-iranianas faladas por comunidades judaicas em todo o outrora extenso Império Aquemênida, incluindo as comunidades judaicas da montanha e de Bucarã.
.
Os falantes referem-se à sua língua como Fārsi. Alguns não-judeus se referem a ele como "dzhidi" (também escrito como "zidi", "judi" ou "jidi"), que significa "judeu" em um sentido depreciativo.
Persa-Judeu é basicamente a língua persa escrita no alfabeto hebraico. No entanto, é frequentemente confundido com outras línguas judaico-iranianas] e dialetos falados pelas comunidades judaicas iranianas, como Judeo-Shirazi, Judeo-Hamadani e Judeo-Kashani. 

## Palavras persas em Hebraico e Aramaico
A evidência mais antiga da entrada de palavras persas na língua dos israelitas é encontrada na Bíblia. As porções pós - cativeiro babilônico,  hebraica, bem como  aramaico, contêm, além de muitos nomes persas nomes próprios e títulos, um número de substantivos, como  dat  (ou  daad  no persa atual) = "lei",  genez  (ou  ganj  no persa atual) = "tesouro",  pardes  (ou  pardis  ou  ferdos  no persa atual) = "parque" (que é a raiz principal da palavra "paraíso"), que entrou em uso permanente na época do Império Aquemênida.
Mais de quinhentos anos após o fim daquela dinastia, os judeus da diáspora babilônica novamente ficaram sob o domínio dos persas; e entre esses judeus, a língua persa ocupava uma posição semelhante àquela mantida pela língua grega entre os judeus do Ocidente. O persa tornou-se, em grande medida, a língua da vida cotidiana entre os judeus da Babilônia; e cem anos após a conquista daquele país pelos sassânidas, um Amoraim de Pumbedita, Rab Joseph (falecido em 323 EC), declarou que os judeus babilônios não tinham o direito de falar aramaico e deveriam usar hebraico ou persa. O aramaico, no entanto, continuou a ser a língua dos judeus em Israel, bem como daqueles na Babilônia, embora neste último país um grande número de palavras persas tenham encontrado seu caminho para a linguagem das relações diárias e nas escolas, um fato que é atestado pelos numerosos derivados persas no Talmud. Mas no aramaico Targum existem muito poucas palavras persas, porque depois da metade do terceiro século os Targumim no Pentateuco e os Profetas foram aceitos como livros autorizados e recebeu uma forma textual fixa nas escolas babilônicas. Dessa forma, eles foram protegidos da introdução de elementos persas.

## Literatura
Há uma extensa literatura religiosa poética judaico-persa, modelada de perto na poesia persa clássica. O poeta mais famoso foi Shahin Shirazi (Mowlānā Shāhin) (século 14 d.C), que compôs versificações épicas de partes da Bíblia, como o  Musā-nāmah  (um poema épico que conta a história de Moisés); poetas posteriores compuseram poesia lírica de um elenco Sufi. Grande parte dessa literatura foi coletada por volta do início do século XX pelo ּּ rabino Bukhar Shimon Hakham, que fundou uma gráfica em Israel.

## Épicos Bíblicos
- Mowlānā Shāhin-i Shirāzi[3]
  - Bereshit-nāmah (O Livro de Genesis)
  - Musā-nāmah (O livro de Moisés)
  - Ardashir-nāmah (O Livro de Ardashir): Descrição da História de Esther Ezra-nāmah (O Livro de Ezra)
- Emrāni
  - Fath-nāmah (O Livro da Conquista): Detalhes da Conquista de Jericó por Josué
  - O Livro de Ruth
- Aharon b. Mashiach
  - Shoftim-nāmah (O Livro de Juízes)
- Khwājah Bukhārā'i
  - Dāniyāal-nāamah (O Livro de Daniel)

### Mishnah e midrash
- Emrāni: Ganj-nāmah (O Livro de Tesouro): Elaboração poética sobre o tratado mishnáico de Pirkei Avot [4]

### Comentários bíblicos
- Shimon Hakham: Comentário do Livro do Êxodo 3-4

### Textos históricos
- Bābāi b. Lutf: Kitab-i Anusi (O Livro da Conversão Forçada)
- Bābāi b. Farhād: Kitāb-i Sar guzasht-i Kāshān (O Livro de Eventos em Kashan)[5]

### Poemas religiosos
- Haft Baradam: Um poema lido no jejum de Tisha B'Av | Tish'a BeAb baseado na história de Hannah e seus sete filhos [6]
- Sheshom Dar (ששום דר): Um poema lido no festival de Shavuot detalhando os mandamentos, baseado na literatura Azharot [7]
- Shira-ye Hatani, ou Shira, frequentemente começando com as palavras "Shodi hātān mobarak bād" (שדִי חתן מבארך באד): Versos cantados em casamentos e ocasiões festivas. Composto originalmente para o noivo durante o Aufruf  Shabat Hatan (o Shabat após o casamento) [8]
- [http://www.iranicaonline.org/articles/amina-pen-name-takallos-of-benyamin-b Aminā “Iranica Online”:
  -  Em Louvor a Moisés [3]
  -  Um Ghazal nas Doze Tribos [3]

## Amostra de texto
Pai nosso
אי פ דר מא כה דר אסמאן, פאך באשד נאם תו, ביאיד פאדשאהי תו, שוד חואסת תו המגנאנכה דר אסמאן ניז דר זמין, בדה מארא אמרון נאן כפאף רוז מארא, ודרכדאר מארא כנאהאן מא גנאנכה מא ניז מיגדשרים ערמאן מארא, ודר אזמאיש מינדאז מארא, ליכן חלאץ כן סארא אז שריר. ברי אנכה מלכות ונירומנדי ועטמת אז אן תוסת כנון ותא אבד אבד לאבד.
Transliteração
Ey padere mâ kih der âsmân, pâk bâšed nâm tu, beyâyed pâdšâhi tu, švad huste tu hemžunânkih der âsmân niz der zemin, bideh mârâ amruz nân kefaf ruz mârâ, vudarxudâr mârâ konâhân mâ žunânkih mâ niz migudšarim ʔormân mârâ, vudar ozmâyiš minedâz mârâ, likin xalâts kun mârâ ez šerire. Baray ankih melkut vunirumendi vatstemet ez on tust kanun vuta ebed ebedi lebedi.
Português
Pai nosso, que estás nos céus, santificado seja o teu nome; venha o teu reino, seja feita a tua vontade, assim na terra como no céu. O pão nosso de cada dia nos dai hoje, e perdoa-nos as nossas ofensas, como perdoamos a quem nos tem ofendido; e não nos deixes cair em tentação, mas livra-nos do mal. Para o reino, o poder e a glória são seus agora e para sempre 